# Andropogon glomeratus
Andropogon glomeratus är en gräsart som först beskrevs av Thomas Walter, och fick sitt nu gällande namn av Britton, Sterns och Justus Ferdinand Poggenburg. Andropogon glomeratus ingår i släktet Andropogon och familjen gräs.

## Underarter
Arten delas in i följande underarter:
- A. g. reinoldii
- A. g. scabriglumus

## Bildgalleri

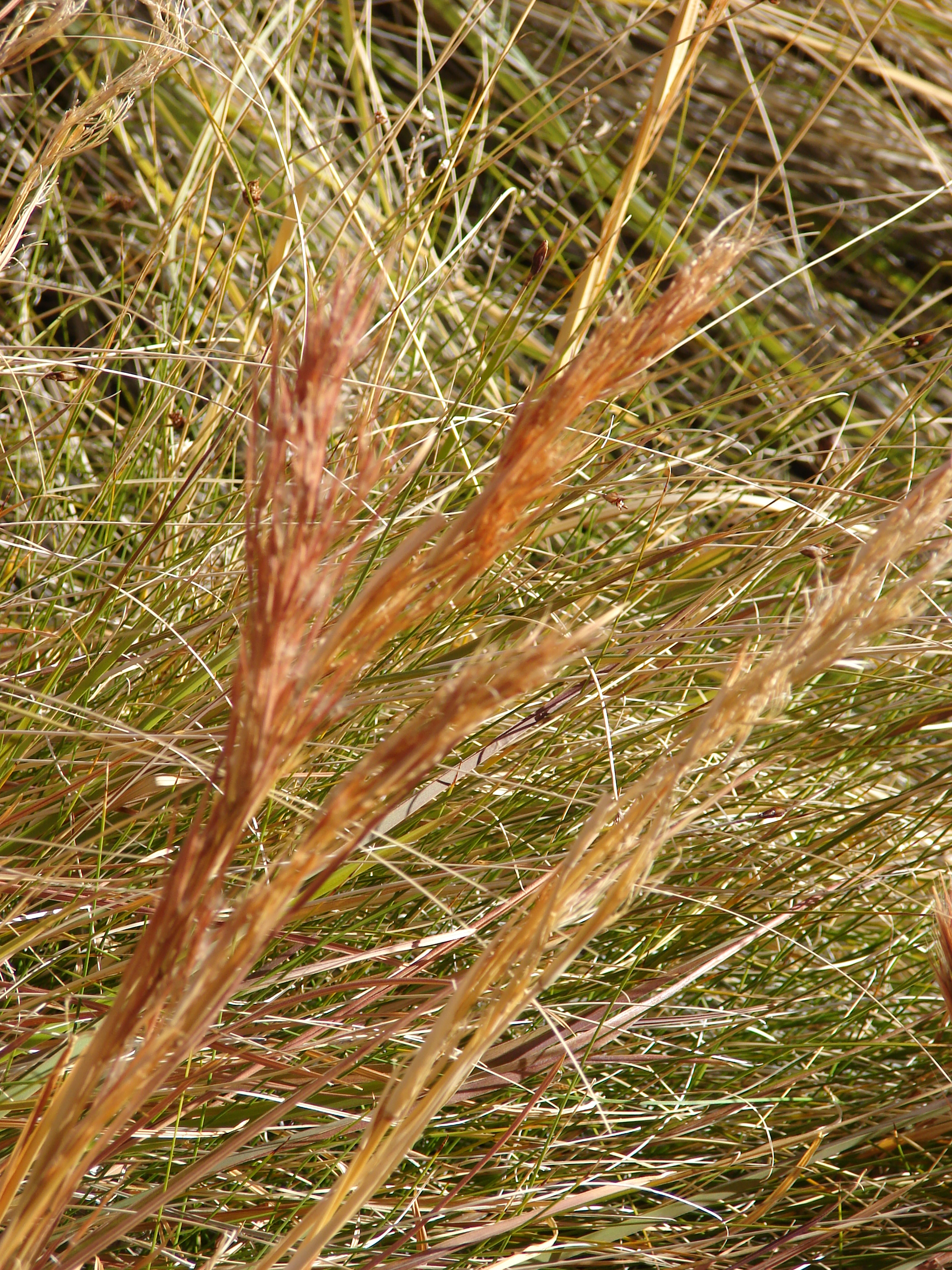
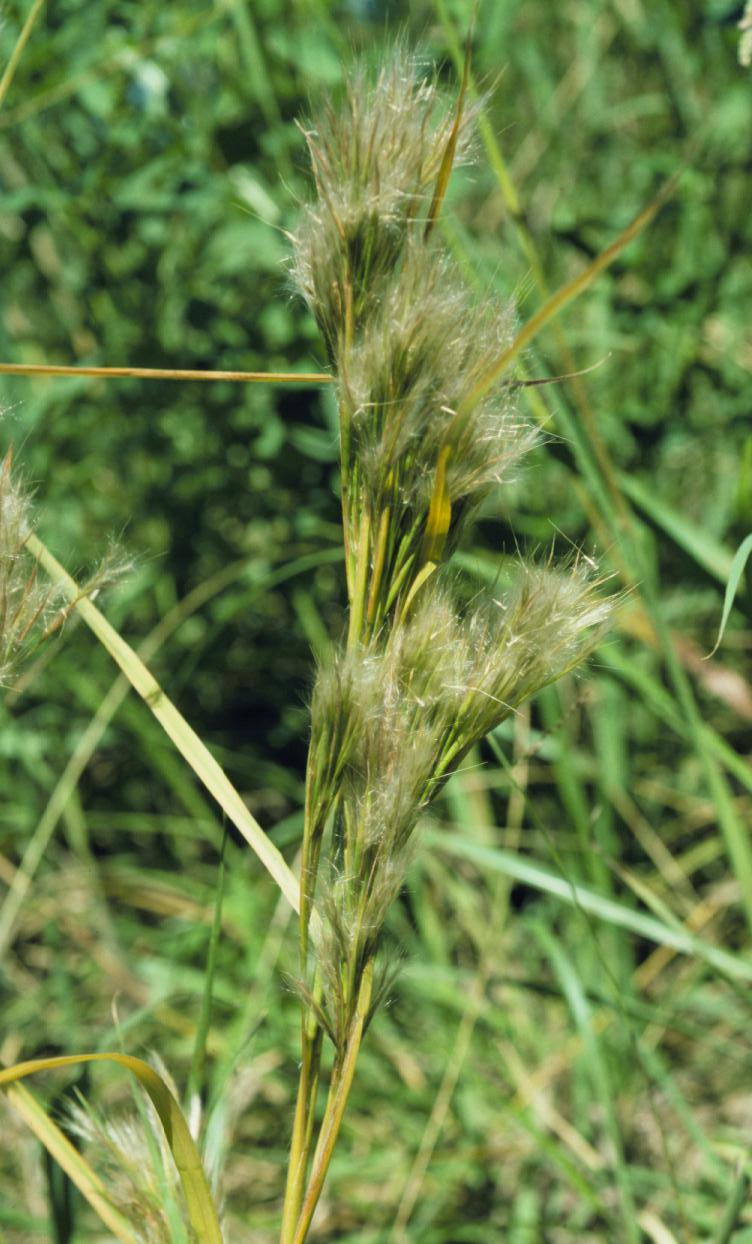